# The Unwritten Law (film, 1932)
Pour les articles homonymes, voir The Unwritten Law.
The Unwritten Law est un film américain réalisé par Christy Cabanne et sorti en 1932.

## Fiche technique
- Réalisation : Christy Cabanne
- Scénario : Edward T. Lowe
- Photographie : Ira Morgan
- Montage : Otis Garrett
- Production : Majestic Pictures
- Durée : 67 minutes ou 70 minutes[1]
- Date de sortie : 15 novembre 1932

## Distribution
- Greta Nissen : Fifi La Rue
- Richard 'Skeets' Gallagher : Pete Brown
- Mary Brian : Ruth Evans
- Louise Fazenda : Lulu Potts
- Lew Cody : Roger Morgan
- Hedda Hopper : Jean Evans
- Purnell Pratt : Stephen McBain
- Theodore von Eltz : Val Lewis
- Mischa Auer : Abu Zeyd
- Arthur Rankin : Frank Woods